# Carcaboso
Carcaboso è un comune spagnolo di 1 209 abitanti situato nella comunità autonoma dell'Estremadura.